# Bisping
Bisping is een plaats en voormalige gemeente in het Franse departement Moselle in de regio Grand Est.

## Geschiedenis
De oudste vermelding dateert uit 1147 en noemt de plaats Ecclesia de Bisping.
In 1790 werd de gemeente ingedeeld bij het departement Meurthe. Bij de Vrede van Frankfurt stond Frankrijk het gebied in 1871 af aan het Duitse Keizerrijk en werd het onderdeel van de Kreis Finstingen en het Bezirk Lotharingen.
Toen na de Eerste Wereldoorlog het gebied weer Frans werd bleven de departementsgrenzen zoals ze waren na 1871 en werd het district opgenomen als het nieuwe departement Moselle.
De in 1871 opgeheven kantons en arrondissementen werden hersteld en Bisping werd weer onderdeel van het kanton Fénétrange en het arrondissement Sarrebourg.
In Bisping bevindt zich een oorlogsbegraafplaats voor Duitse en Franse militairen uit de Eerste Wereldoorlog.

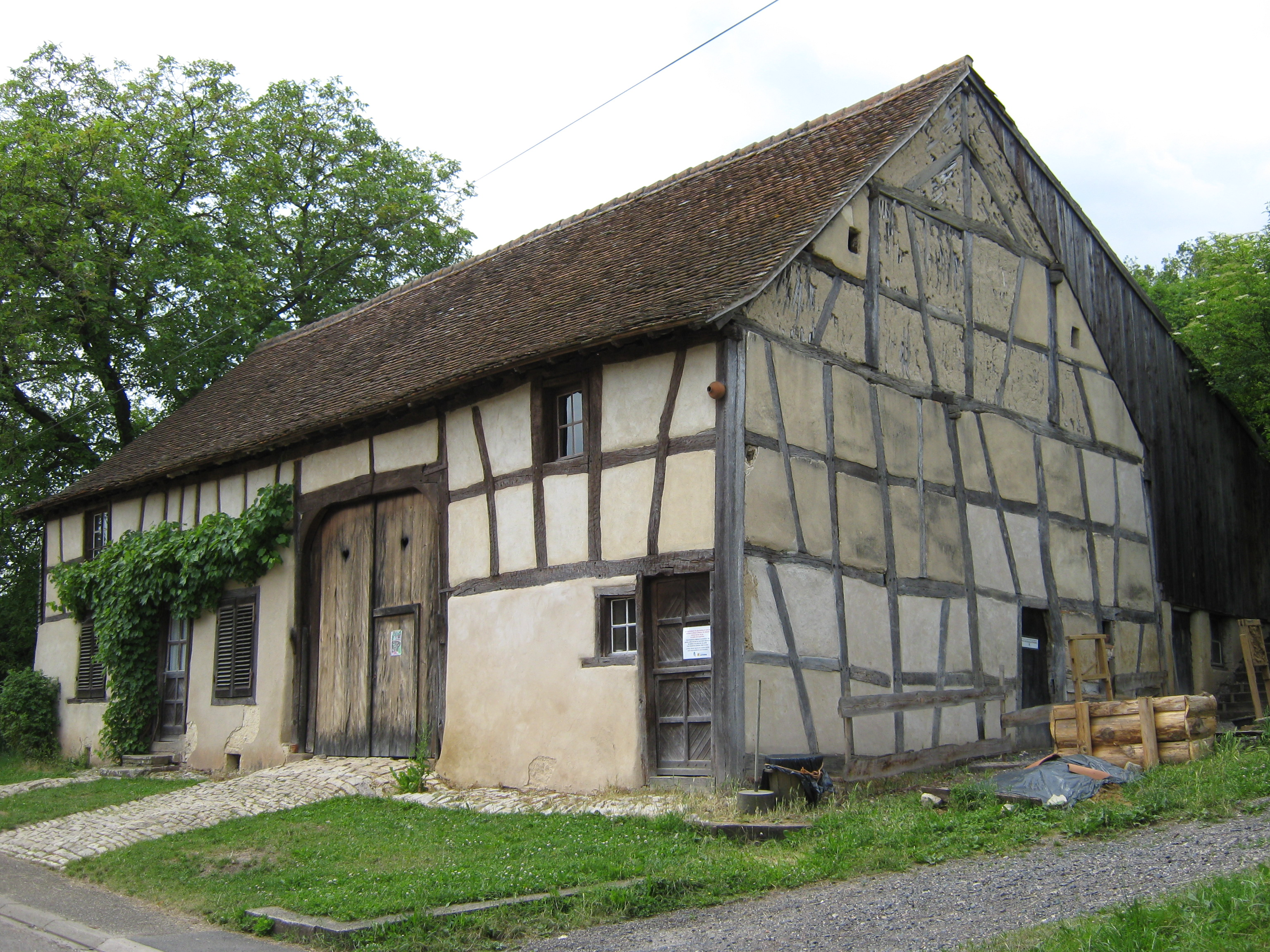
Historisch Vakwerkhuis, typisch voor de streek Saulnois / Salzgau

Op 9 september 1973 fuseerde Bisping met Angviller-lès-Bisping en het sinds 1986 weer zelfstandige Desseling tot de gemeente Belles-Forêts. De voormalige gemeenten kregen de status van commune associée. Het gemeentehuis van Belles-Forêts bevindt zich in Bisping.